# 新店第一公墓
24°58′33″N 121°33′8″E / 24.97583°N 121.55222°E
新店第一公墓，位於台湾新北市新店區寶橋路及寶高路交界處以南丘陵，自清朝乾隆時期即為新店地區墾民墓葬區域，因墓葬使用當地開發不易及多為雜草，先民於該地做為放牛使用，引此得名「牛埔」，亦屬於大坪林五庄之「寶斗厝」，範圍緊鄰「阿泉坑」。
當地多為新店地區高、劉、簡、王、林、翁、陳等在地姓氏墓葬，可藉由當地墓碑刻字、形式及方位看出過去新店的地貌及經濟狀況，劉、高兩姓由為大宗，為寶斗厝及十四張當地大姓，亦是新店當地重要的拓荒家族。內有兩門疑似白色恐怖時期受難者孤墳，其中一門為夫妻合葬墓。

## 規劃成「新店第一產業園區」爭議
2015年4月新北市經發局以「新店第一產業園區」為名發布限制性可行性評估招標案，12月舉辦兩場招商說明會。
2016年遷葬時，新北市民政局局長江俊霆曾承諾：「未來第一公墓會做成公園」，而在同年7月被媒體報導經發局早已規劃開發成產業園區，聲稱將做為高科技綠能產業並且招募中小企業進駐，而且將做為安置新莊塭仔圳工廠使用。

## 文資保存爭議
2018年新店第一公墓第二期工程準備動工，吳柏瑋與數位新店在地歷史研究者及外國學者以「古物」提報文化資產保存，農曆年過後，新北市民政局殯葬管理處依工程進度針對未提報古物之墳墓進行遷移作業，至2月28日，吳柏瑋至現場發現工程正在進行後，強硬的直指新北市政府趁假日偷偷動工，且違反文資規定施工，並以激烈的手段在現場阻撓工程進行，而後於3月2日送出歷史建築申請並要求「暫定古蹟」，在3月26日新北市文化資產小組會議上，吳柏瑋攜帶當地清嘉慶時期墓碑至新北市政府陳情抗議，中途與警方爆發推擠衝撞，最後協調以拖車方式將古墓碑帶入會議，希望能夠「現地保留」提報之63門古代墳墓。文化局表示，新北市政府支持開放公民參與，願意溝通和說明，但是希望不要有惡意抹黑行政程序及混淆視聽的行為，待後續的文資審議大會確認開會日期後，將會在召開前7天上網公告日期和地點。
吳柏瑋在同年5月16日新北市舉行之文化資產審查委員會上指稱，新北市民政局於該地區施工時未依造《文化資產保存法》第十五條規定進行文化資產價值評估與公告，而對此新北市文化局及法制局並未提出回應。

## 外部連結
〈台北都會〉新店第一公墓建公園落空 改工業區惹議 （页面存档备份，存于）